# Georg Albrecht zu Erbach-Erbach
Franz Georg Albrecht Ernst Friedrich Ludwig Christian Graf zu Erbach-Erbach und von Wartenberg-Roth, Herr zu Breuberg, Wildenstein, Steinbach, Curl und Ostermannshofen (* 22. August 1844 in Erbach (Odenwald); † 19. April 1915 in Ober-Mossau), gezählt als Georg Albrecht IV., häufig auch nur Albrecht, war als Angehöriger des altadeligen Hauses Erbach ein deutscher Standesherr, als solcher Mitglied der Ersten Kammer der Landstände des Großherzogtums Hessen und als Herr des im Königreich Bayern gelegenen Amtes Wildenstein auch erblicher Reichsrat der Krone Bayerns.

## Familie
Georg Albrecht zu Erbach-Erbach war der erste von sechs Söhnen des Grafen Franz Eberhard (XV.) zu Erbach-Erbach (1818–1884) und der Klothilde, geborene Gräfin zu Erbach-Fürstenau (1826–1871). Er war seit 1878 verheiratet mit Erika Juliane, geborene Prinzessin zu Stolberg-Stolberg (1856–1928). Das Paar hatte einen Sohn Erasmus (1883–1920).

## Leben
Nach Privatunterricht durch Hauslehrer war Georg Albrecht zwischen 1862 und 1868 zunächst in kaiserlich-österreichische Militärdiensten; in diese Zeit fiel 1866 der Deutsche Krieg, bei dem das Großherzogtum Hessen und das Königreich Bayern mit dem Kaisertum Österreich zu den Verlierern gehörten, und 1867 der Österreichisch-Ungarische Ausgleich. Er zeigte in Kleidung und Haltung zeitlebens eine Affinität zur österreichischen Lebensart. Es schlossen sich zwischen 1868 und 1870 Studienaufenthalte an den Universitäten Erlangen, Würzburg, Berlin und Bonn an.
Nach seiner Rückkehr in die Residenz in Erbach leitete Georg Albrecht die Hausindentatur und beteiligte sich an der Verwaltung der von seinem Bruder Arthur geleiteten Gräflich Erbach-Erbach und Wartenberg-Rothischen Rentkammer in Erbach. Nach dem Tod seines Vaters Eberhard XV. im Jahr 1884 trat er die Regierung der Standesherrschaft Erbach-Erbach an und übernahm die damit verbundenen Mandate in der Ersten Kammer der hessischen Landstände (wo er schon kurz vorher seinen Vater vertreten hatte und er sich per Vollmacht von seinem Bruder Arthur zwischen 1905 und 1908 vertreten ließ) und im bayerischen Reichrat. 
In seiner Regierungszeit wurde 1902 die neobarocke Fassade des Erbacher Schlosses angelegt. Ab 1908 war Georg Albrecht zu Erbach-Erbach der Senior des Gesamthauses Erbach. An seinen plötzlichen Tod während der Auerhahnjagd erinnert ein Gedenkstein in der Gemarkung Ober-Mossau, der zu den Kulturdenkmälern der Gemeinde Mossautal zählt.